# Palazzo Comunale (Urbino)
Il palazzo comunale è la sede principale degli uffici comunali della città di Urbino.

## Storia
Il palazzo divenne sede comunale nella seconda metà del XIV secolo, quando il conte Antonio II da Montefeltro, preso possesso della città, s'insediò nell'allora palazzo municipale, che si trovava su una parte dell'area attualmente occupata dal palazzo ducale, verso l'odierna piazza Duca Federico.
Il palazzo soffrì sempre per una ristrettezza degli spazi, tant'è che l'edificio attuale è frutto dell'accorpamento di più fabbricati, oltre alle diverse funzioni che il palazzo dovette ospitare in contemporanea: sede dei priori, del podestà, del Collegio dei Nobili (primo embrione della futura Università), del carcere, ecc.
Verso la fine del XVII secolo il Comune acquistò una casa verso l'attuale via Valerio, che doveva essere trasformata in abitazione del podestà, ma fu adibita a magazzino di grano con annessa pesa pubblica, che diede il nome alla vicina via. Nei locali a pianterreno fu ospitata la tipografia della Cappella del Santissimo Sacramento, dalla prima metà del XVIII fino alla fine del XIX secolo.

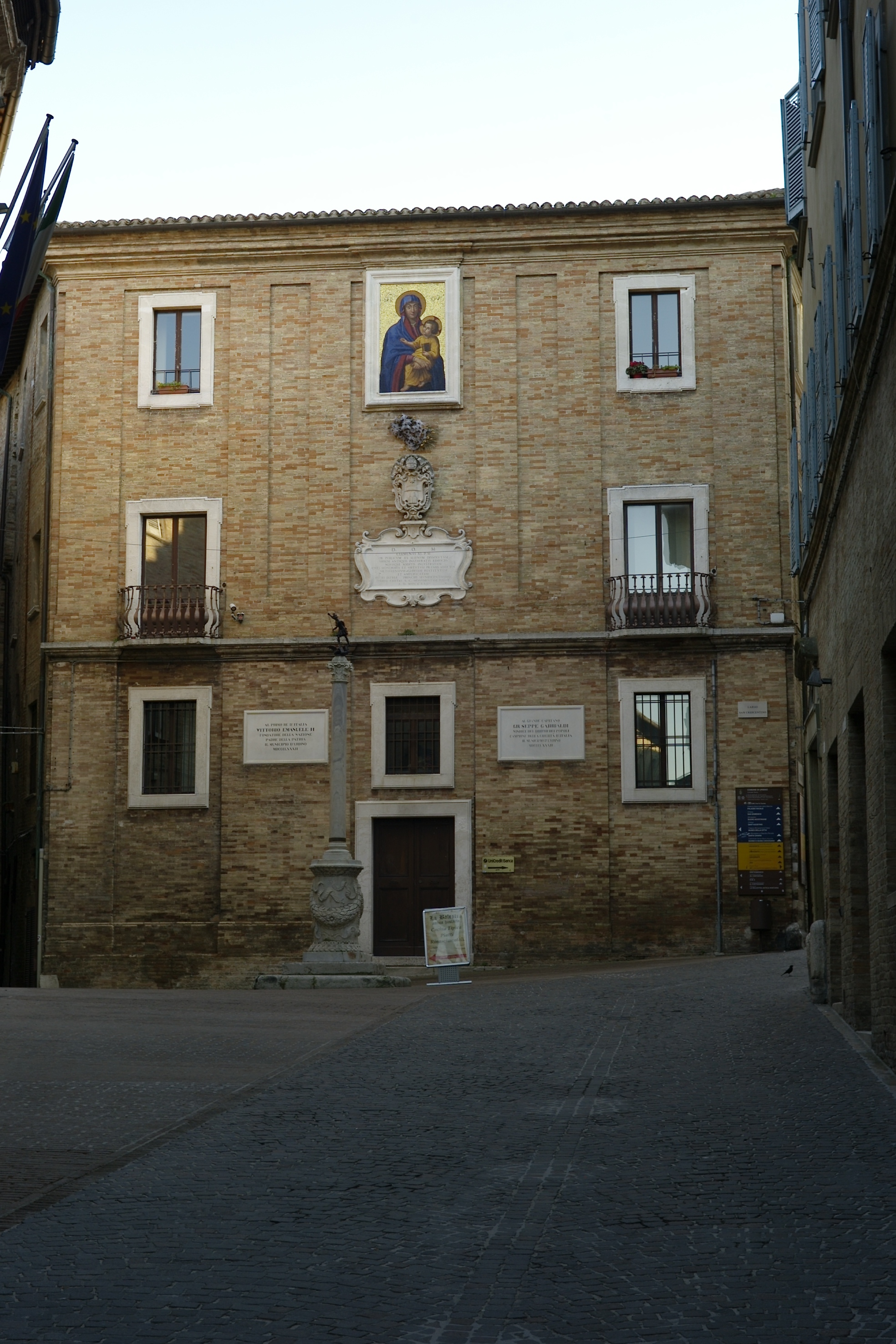
La facciata settentrionale

Verso la prima metà del XVII secolo venne acquisita la casa vicina, che occupava parzialmente l'attuale largo San Crescentino, demolendo parzialmente parte di essa e dandogli una prima sistemazione. Sarà rivenduta pochi anni dopo, perché si ritenne che non poteva servire utilmente senza una ingente spesa di sistemazione. Sarà acquistata nuovamente agli inizi del XVIII secolo, ma verrà ristrutturata solamente nella seconda metà del secolo, grazie ai finanziamenti erogati dal cardinal Annibale Albani. La nuova facciata settecentesca venne adornata, nella parte superiore, da un'icona in mosaico raffigurante una Madonna con Bambino, copia dell'opera Salus populi romani conservata nella basilica di Santa Maria Maggiore a Roma.
Tra la fine del XVIII e i primi anni del XIX secolo venne modificato l'ingresso e la principale scala d'accesso ai vari piani del palazzo.

## Descrizione
Si trova sulla cima del colle del Poggio, in contrada Duomo, ha la propria facciata principale su via Francesco Puccinotti (lato ovest), mentre le facciate secondarie si affacciano su largo San Crescentino (lato nord), su via Lorenzo Valerio (lato est) e su via della Pesa (lato sud-est). Sul lato meridionale confina con un altro fabbricato.
All'interno dell'ingresso principale è conservato, davanti alle scale, un pannello in marmo con inserite varie verghe di ferro, antica unità di misura locale del XV secolo.
Invece sulla facciata principale, al livello del primo piano, tra il XV ed il XIX secolo, vi era una trave da cui pendeva una carrucola con corda. Ebbene questa era l'antica punizione cittadina per coloro che dichiaravano fallimento. La corda veniva legata al collo del fallito e si faceva sbattere, per tre o quattro volte, il suo sedere su di una pietra, con intensità proporzionata alla gravità del fallimento; da questa usanza derivò l'espressione popolare ha sbattuto il sedere.
Sulla facciata principale sono presenti alcune epigrafi, tre sono dedicate ai Legati pontifici, i cardinali Gian Francesco Stoppani, Scipione Delci e Carlo Barberini, per ringraziarli delle opere compiute in favore della città. Un'altra targa è dedicata a Francesco Puccinotti, posta nel 1894, e infine l'ultima commemora la liberazione dall'occupazione nazi-fascista, apposta nel 1954. Inoltre sulla facciata settentrionale, su largo San Crescentino, sono presenti altre epigrafi, una commemorante Clemente XI, posta nel 1722; mentre le altre due, poste nel 1882, ricordano il Re Vittorio Emanuele II di Savoia e Giuseppe Garibaldi.

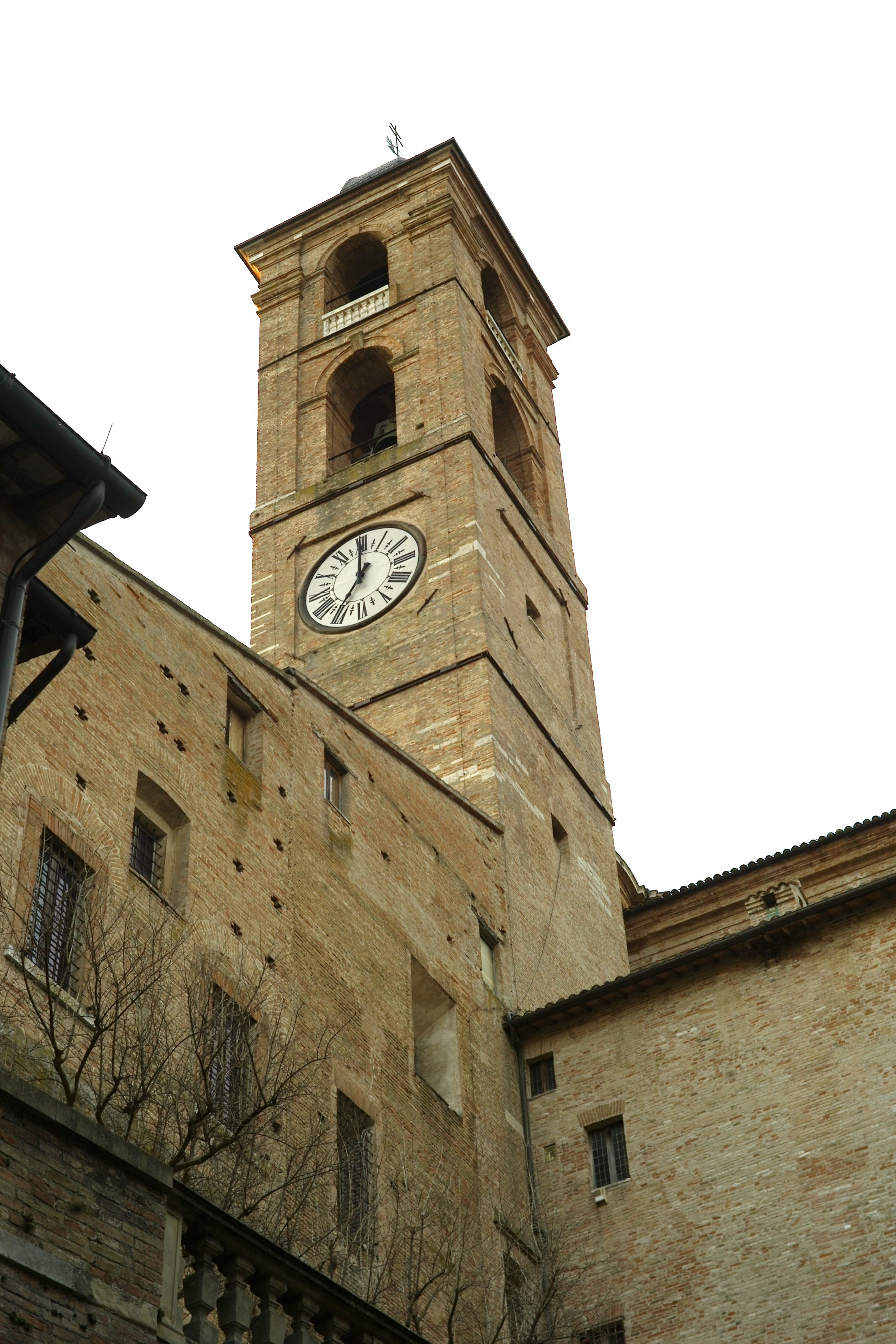
L'orologio pubblico sul campanile del Duomo

## Orologio e campane comunali
Fino alla fine del XVIII secolo, si trovavano sulla parte superiore della facciata del duomo quattrocentesco, davanti al palazzo. La campana veniva suonata, per convocare il consiglio comunale, da una finestra del municipio, grazie ad una fune che collegava le due parti. In seguito al rifacimento della cattedrale, tra il XVIII ed il XIX secolo, la campana e l'orologio furono trasferiti nel nuovo campanile.
Un primo orologio a ripetizione fu collocato sul campanile, verso il 1797, realizzato dall'artigiano Luigi Rossi. Ma già verso il 1813, fu sostituito con l'attuale, opera di Antonio Podrini da Sant'Angelo in Vado, con un quadrante per ciascuna delle quattro facciate del campanile. In seguito ai lavori alla fine degli anni trenta del XIX secolo, furono eliminati tre quadranti, lasciando solo l'odierno verso Piazza della Repubblica. Agli inizi degli anni settanta del XX secolo, l'orologio fu elettrificato. Dopo un lungo periodo di inattività, a giugno 2021 è stato restaurato e riattivato, in concomitanza con i lavori di restauro e messa in sicurezza sismica dell'intero campanile.
Invece le campane civiche furono sistemate nella cella superiore del campanile. La più grande risale alla fine del XVII secolo, è alta 1,10 metri, larga 1,28 metri e pesa 20 quintali. Fusa da Giacinto ed Antonio Landi di Imola. Vicino ad essa ve ne è una più piccola, detta dei Quarti, risalente alla fine del XVI secolo, alta 46 e larga 44 centimetri. Si tratta delle campane più antiche tra tutte quelle presenti sul campanile.